# 黒田賢
黒田 賢（くろだ まさし）は、NHKのアナウンサー。

## 人物
山形県米沢市出身。
米沢市立窪田小学校卒業。
米沢市立第四中学校卒業。
早稲田実業高等学校、早稲田大学卒業後、2021年入局。初任地は鹿児島放送局。妹が一人いる。

## 嗜好・挿話
- 小学校では児童会長、中学でも生徒会長を務める。
- 中学高校大学時代は陸上部に所属し、駅伝や高校駅伝などに参加していた[1]。
- 体質的に良くないため、鹿児島県の人気スイーツの白くまや牛乳やチーズを含んだ乳製品は、悔しくも飲むことも食べることもできない[3][要出典]。
- 『情報WAVE845かごしま』では『鹿児島の皆さんこんばんは　ニュースをお伝えします。』と、自身独自の挨拶をする。

## 出演
☆印は現在出演（担当）中。
鹿児島放送局時代（2021年度 - 2024年度）
- 鹿児島県のニュース・気象情報
- 情報WAVE845かごしま（ローテーション制）
- 鹿児島放送局（NHK総合テレビのみ）のコールサインアナウンス（転勤した2025年度以降も継続利用されている）
- 福岡放送局への応援
  - ニュース845福岡（2022年1月12日、2022年3月2日）
  - ラジオニュース（九州沖縄、R1・FM）の泊まり勤務担当（2022年1月13日 - 14日、2022年3月3日 - 4日・応援派遣要員）[注釈 1]
- あさイチ（2022年6月2日）
- 情報WAVEかごしま（白鳥哲也の代理キャスター：2023年12月12日・13日・21日・22日[注釈 2]）
- 令和6年能登半島地震の災害報道対応による金沢放送局への応援
  - 正午のニュース、能登半島地震 ライフライン情報（2024年2月15日：全国放送） - 能登中島駅（七尾市）から中継リポート
  - 正午のニュース、能登半島地震 ライフライン情報（2024年2月16日：全国放送） - 珠洲市から中継リポート

沖縄放送局時代（2025年度 - ）
- ☆各種スポーツ中継（陸上競技、バスケットボール、高校野球、サッカーなど）
- ☆おきなわHOTeye（キャスター・サブ：2025年4月14日 - ）（宮城杏里と隔週で担当）
- ☆沖縄県のニュース・中継・リポート
- 福岡放送局への応援
  - 九州沖縄のニュース（平日15時台：2025年6月25日）
  - はっけんラジオ（日替りアナウンサー：2025年6月25日）
  - ニュース845福岡（2025年6月25日）
  - ラジオニュース（九州沖縄、R1・FM）の泊まり勤務担当（2025年6月26日 - 27日）[注釈 1]